# Michael Lamey
Michael Lamey (*Ámsterdam, Países Bajos, 29 de noviembre de 1979) es un exfutbolista neerlandés. Jugaba de defensa y su primer y último club fue el RKC Waalwijk de Países Bajos.

## Selección nacional
Ha sido internacional con la selección de fútbol sub-21 de los Países Bajos.

## Clubes
| Club                | País         | Año       |
| ------------------- | ------------ | --------- |
| RKC Waalwijk        | Países Bajos | 2000-2002 |
| PSV Eindhoven       | Países Bajos | 2002-2007 |
| AZ Alkmaar (cedido) | Países Bajos | 2002-2003 |
| FC Utrecht (cedido) | Países Bajos | 2003-2004 |
| MSV Duisburgo       | Alemania     | 2007-2008 |
| Arminia Bielefeld   | Alemania     | 2008-2010 |
| Leicester City      | Inglaterra   | 2010-2011 |
| Wisła Cracovia      | Polonia      | 2011-2012 |
| RKC Waalwijk        | Países Bajos | 2012-2014 |